# Гурьевские каменоломни
Гурьевские каменоломни, или Бяковские каменоломни — подземные сооружения XV—XVI веков по добыче известняка на берегу реки Осётр (бассейн Оки) в Венёвском районе Тульской области. Самые крупные каменоломни на территории Центрального федерального округа.
Оба варианта названия происходят от топонимов Венёвского района: Название «Гурьевские каменоломни» — по расположенной недалеко от входа в систему деревне Гурьево; название «Бяковские каменоломни» (в просторечии — «Бяки») — по деревне Бяково, также расположенной недалеко от входа.

## История
С XV века в Гурьевских каменоломнях производилась добыча мраморного известняка (мячковского периода) забойным методом. При помощи железных клиньев и молотков откалывался камень, который потом вывозился лошадьми, запряжёнными в салазки.
Первое документальное упоминание о промысле относится к 1764 г. в отписке Ивана Завалишина, но анализ строительного материала каменных построек свидетельствует, что добыча известняка существовала и до этого.
Известняк был плохого качества, и поэтому разработку прекратили. На том месте на данный момент есть пещера малой (менее 1 км) протяжённости с названием «Лисьи норы». Сейчас там живут лисы и летучие мыши.
C XVI века разработки перекинулись на левый берег выше по течению реки, где камень был значительно лучше: плотнее и чище. Добыча велась также забойным методом с использованием наёмного труда. Работы проводились там вплоть до конца XIX — начала XX века. Образовавшуюся пещеру завалили в 1946 году, а в 1972 году откопал турист-энтузиаст Петр Николаев с позывным «Крот».
По некоторым данным, исторические разработки известняка по Осётру продолжались до нижнего течения этой реки в современной Московской области (г. Зарайск).
Известняком из веневского горизонта (Тульская область) отделаны наземные станции метро кольцевой линии: Белорусская, Октябрьская и Парк культуры. (не Бяковским, но с соседнего карьера и того же горизонта)

## Описание
Представляют собой 3 отдельных системы подземных ходов. Суммарная протяжённость всех ходов пещеры по разным источникам оценивается от 50 до 100 км. В Гурьевских каменоломнях преобладает карбонатный карст. Температура каменоломен всё время держится на уровне 9°-11°. Относительная влажность составляет около 100 %.
В конце 1990-х годов С. Иващенко, А. Максимович и другие исследователи оценивали длину в 150 километров. С 1993 по 2008 год тульский спелеолог Сергей Олегович Иващенко по прозвищу «Таксист», работал над созданием наиболее подробной карты Гурьевских каменоломен. Составленная карта является наиболее большой самодеятельной топосъемкой искусственной полости в России, а также первым законченным планом объекта. Данная карта содержит только основные штреки и не охватывает тупиковые узости и полости над забутовкой, которые являются существенной частью длины.
Также в каменоломнях встречаются естественные геологические образования — пещеры, озёра, карстовые провалы. Из-за тектонических сдвигов в некоторых местах каменоломен появились вертикальные трещины высотой до 15 метров. В каменоломнях встречается порядка 30 видов мхов, среди которых Aloina rigida, Didymodon ferrugineus, Hygroamblystegium varia.

## Посещение
Гурьевские каменоломни являются местом проведения ежегодных спелеологических соревнований по подземному ориентированию, а также экстремального и спортивного туризма и программ выходного дня. Не рекомендованы к посещению без квалифицированного сопровождения. Каменоломни посещаются небольшими неорганизованными группами, обычно из Тулы и ближайших областей, состоящими из 3-10 человек. Общее количество таких посетителей составляет около 2-3 тысяч человек в год.
Есть несколько центральных ходов, которые отмечены знаком «точка в круге» (устарело с 2004 года — много ложных меток) и остатками мусора. Многие развилки пронумерованы 3-х или 4-х значным кодом, который является пикетом. Возле входа находится журнал, (а с 2015 их стало два, так как в сентябре был откопан альтернативный проход от основного входа в глубь системы), в который необходимо записаться всем спустившимся в пещеру, а при выходе указать, что вышли. Далее идёт остановка «Чайники». Есть много стоянок, где можно ночевать.
Без квалифицированного проводника в эту пещеру ходить нельзя. 16 ноября 2002 года в Гурьевских каменоломнях пропал Георгий Санчук. Подземные поиски велись на протяжении нескольких недель, большим количеством людей и прекращены в виду нецелесообразности. 18 февраля 2003 г. силами общественного поисково-спасательного отряда турклуба «ОДИССЕЙ» проводилась эвакуация из Гурьевских каменоломен тела гр. Санчука Г. Н., умершего при невыясненных обстоятельствах.